# XIX округ Парижа
19-й округ Парижа (фр. Arrondissement des Buttes-Chaumont) находится на северо-восточной окраине города.

## География
С севера граничит с Обервилье, с запада — с 18-м и 10-м округами, с востока — с Пантеном, Ле-Лила́ и Пре-Сен-Жерве (фр. Pré-Saint-Gervais), с юга — с 20-м округом.
По 19-му округу протекают каналы Сен-Дени́ (фр. canal Saint-Denis) и Урк, соединяющиеся на уровне парка Ла-Виллет. На линии улицы Де-Криме (Крымской) (фр. rue de Crimée), под единственным сохранившимся в Париже подъёмным мостом, канал Урк впадает в водоём Ла-Виллет (фр. bassin de la Villette), который сообщается с каналом Сен-Мартен (10-й округ).
Два главных проспекта 19-го округа — авеню Фландр (фр. avenue de Flandre) и авеню Жан-Жоре́с (фр. avenue Jean-Jaurès), расходящиеся к границам города от площади Сталинградской битвы. До 1914 года авеню Жан-Жоре́с звалась Немецкой дорогой (фр. route d’Allemagne) — это была прямая линия из центра города в сторону Германии. Станция «Германия» (фр. Allemagne) 5-й линии метро также была переименована в «Жоре́с» (фр. Jaurès).

## История
Это один из восьми округов, образованных в 1860 году в момент присоединения к городу окружающих его населённых пунктов. В состав 19-го округа вошли Бельвиль (фр. Belleville), Ла-Вилле́т (фр. La Villette), части территории Обервилье и Пантен (фр. Pantin).

## Население
- 1990 год — 165 100 жителей,
- 1999 год — 172 600 жителей,
- 2006 год — 187 200 жителей (прирост населения +8,5 % по сравнению с 1999 годом).

## Органы местного управления
Мэром округа с 1995 по 2014 год был Роже Мадек (фр. Roger Madec). В апреле 2014 года мэром был избран социалист Франсуа Даньо (фр. François Dagnaud).
Адрес мэрии XIX округа: 5, place Armand Carrel

## Государственные и дипломатические учреждения
- Посольство Бурунди

## Кварталы
Административное деление:
- Ля Виле́тт (фр. La Villette)
- Ле Пон де Фландр (фр. Le Pont-de-Flandre)
- Амери́к (фр. Amérique)
- Ле Комба́ (фр. Le Combat)

Кварталы 19-го округа

Демократическое деление с добровольными Квартальными советами (фр. Сonseils de quartier):
- Ба-Бельви́ль (фр. Bas Belleville)
- Бют-Шомо́н (фр. Buttes Chaumont)
- Пляс де Фет (фр. Place des Fêtes)
- Даню́б (фр. Danube)
- Порт де Лила́ (фр. Porte des Lilas)
- Манен-Жоре́с (фр. Manin Jaurès)
- Бассен де ля Виле́тт (фр. Bassin de la Villette)
- Пон де Фландр (фр. Pont de Flandre)
- Фландр-Обервилье́ (фр. Flandre Aubervilliers)
- Секрета́н (фр. Secrétan)

## Учебные заведения
35 школ-садиков (фр. écoles maternelles),

38 начальных школ,

11 колледжей,

8 лицеев.

Частные заведения: 3 католические школы и 3 еврейские школы.

Кулинарный техникум CEPROC (мясопродукты и выпечка).

Актёрская школа ECOLE FLORENT

Высшие учебные заведения: 

- Высшая Инженерная Школа Города Париж;
- Государственная высшая консерватория музыки и танца;
- Высшая национальная школа архитектуры Париж-Бельвиль[фр.].

## Здравоохранение
- Больничный комплекс Робе́р Дебре (фр. Hôpital Robert Debré)
- Офтальмологическая клиника Ротшильда (фр. Fondation Ophtalmologique Rothschild)
- Дневной стационар Жорж Вакола́ (фр. Hôpital de jour Georges Vacola)
- Центр неотложной помощи у Порт де Пантен (фр. Centre médico-chirurgical de la Porte de Pantin)
- Клиника Де Мосен (фр. Clinique des Maussins)
- Поликлиника Бют-Шомо́н (фр. Polyclinique des Buttes Chaumont)

## Культура
- 6 муниципальных библиотек бесплатного пользования. Записавшись, можно брать в любой из них на 3 недели до 5 книг, 5 комиксов и 5 журналов.
- Медиатека Научно-технического городка
- 6 центров кружков и секций для детей и взрослых (фр. Centres d’animation)
- Муниципальная консерватория (фр. Conservatoire municipal du 19e Jacques IBERT)

## Достопримечательности

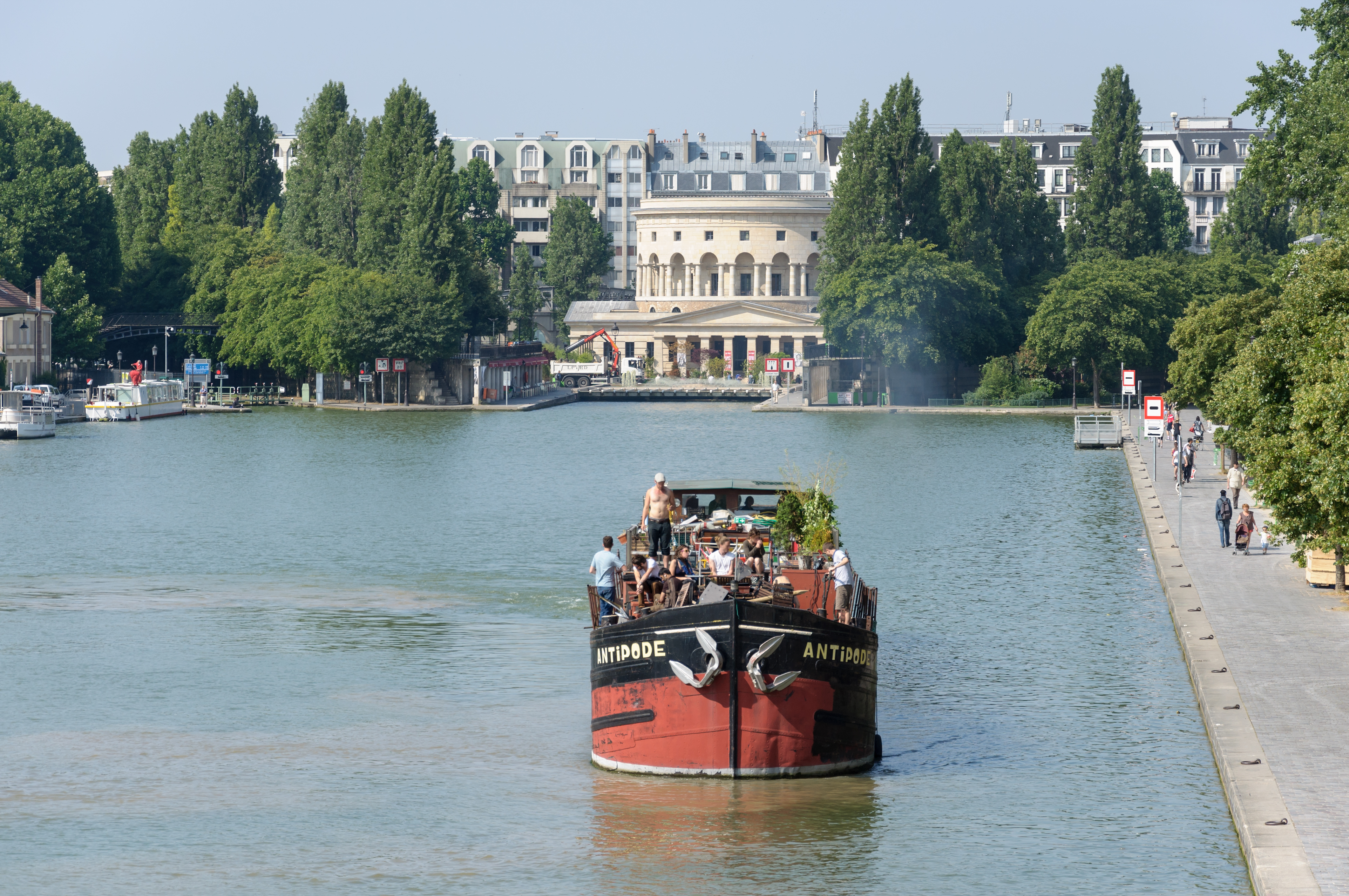
Вид на водоём Ля Вилетт

- Наукоград в парке Ля Виле́тт — третий по посещаемости музейный центр Парижа (после Лувра и Бобура).
- Кинозал Ля Жеод.
- Гранд-аль — произведение металлической архитектуры XIX века, старше Эйфелевой башни, бывший скотный крытый рынок, сегодня место проведения выставок, спектаклей, фестивалей и разнообразных салонов.
- Концертный зал «Зенит» — расположен с восточной стороны от парка Ля Вилетт; этот зал на 6 400 мест посвящён року и современной эстраде.
- Музыкоград занимает 23 000 m² с южной стороны парка Ля Вилетт. Полностью Музыкоград открылся в 1996 году, объединив французский камерный оркестр «Ensemble Intercontemporain», музыкально-хореографический пединститут (фр. Institut de pédagogie musicale et chorégraphique), музей, концертный зал и представительство общества музыкального авторского права «la Sacem».
- Ля Вилеттская ротонда (фр. rotonde de la Villette) на площади Сталинградской битвы напротив водоёма Ля Виле́тт (фр. Bassin de la Villette) построена архитектором Клод-Николя Лёду́ в 1785 году, служила таможенной заставой до расширения территории Парижа в 1860 году.
- Сергиевское подворье.

### Парки

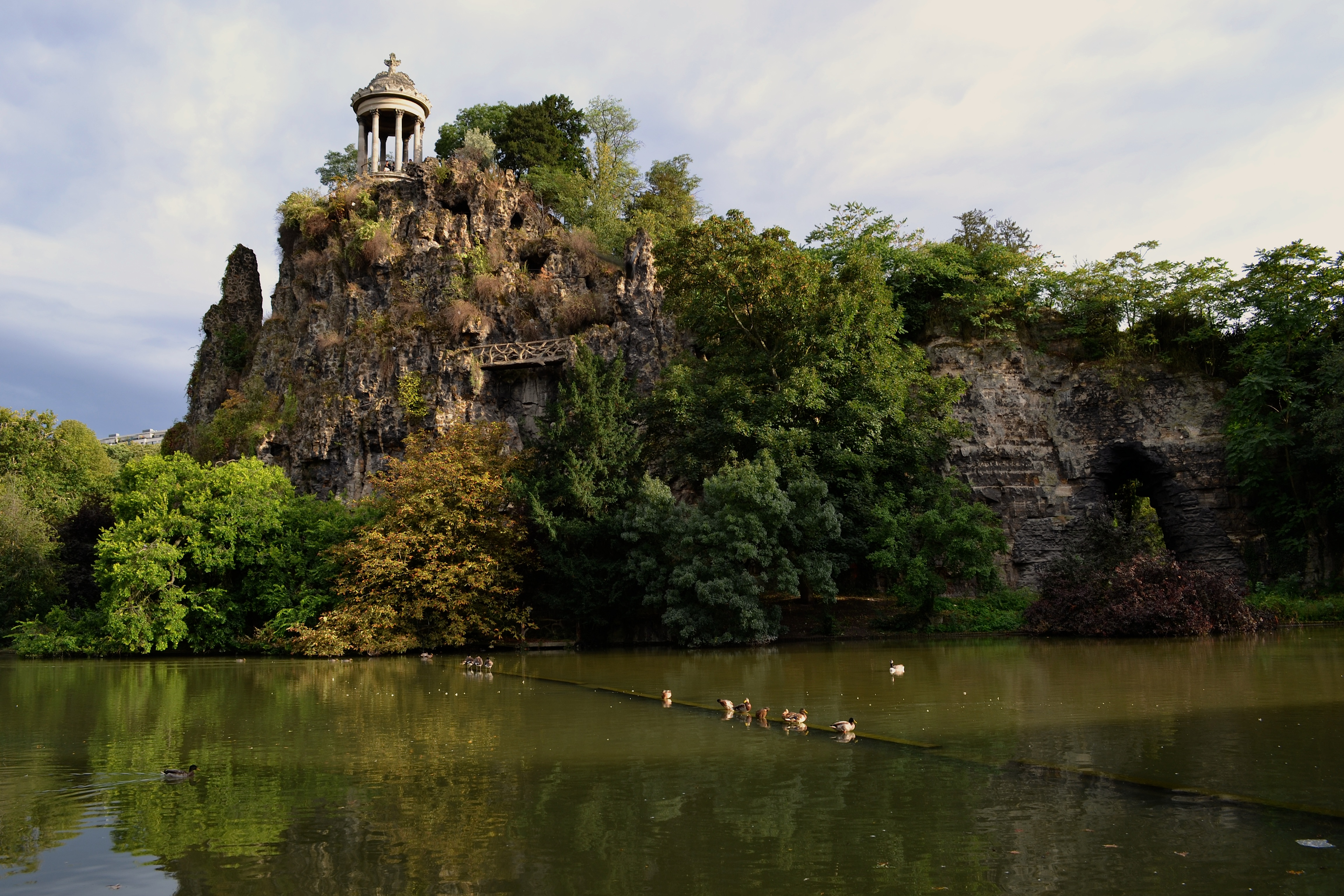
Парк Бют-Шомон на месте бывшего открытого карьера

В округе находятся два самых больших городских парка: парк Ля Виле́тт и парк Бют-Шомо́н.
Парк Бют-Шомон в южной части округа создан на месте старого карьера открытой добычи известняка и открыт для публики в 1867 году под лозунгом «народный Тюильри́» (фр. les Tuileries du peuple).
Парк Ла-Виллет в северо-восточной части округа, между бывшими городскими воротами Ля Виле́тт и Пантен, расположился на территории, которую целое столетие занимали городские бойни, снабжавшие столицу мясом. К югу от парка на авеню Жан-Жоре́с остались ещё рестораны, славящиеся своим мясным меню. Парк — самый большой в городе (35 га); его пересекает канал Урк.

## Спорт
9 стадионов,

11 спортивных залов,

7 теннисных площадок с кортами,

4 бассейна,

1 ледовый каток.
А также здесь родился Килиан Мбаппе

## Экономика и транспорт

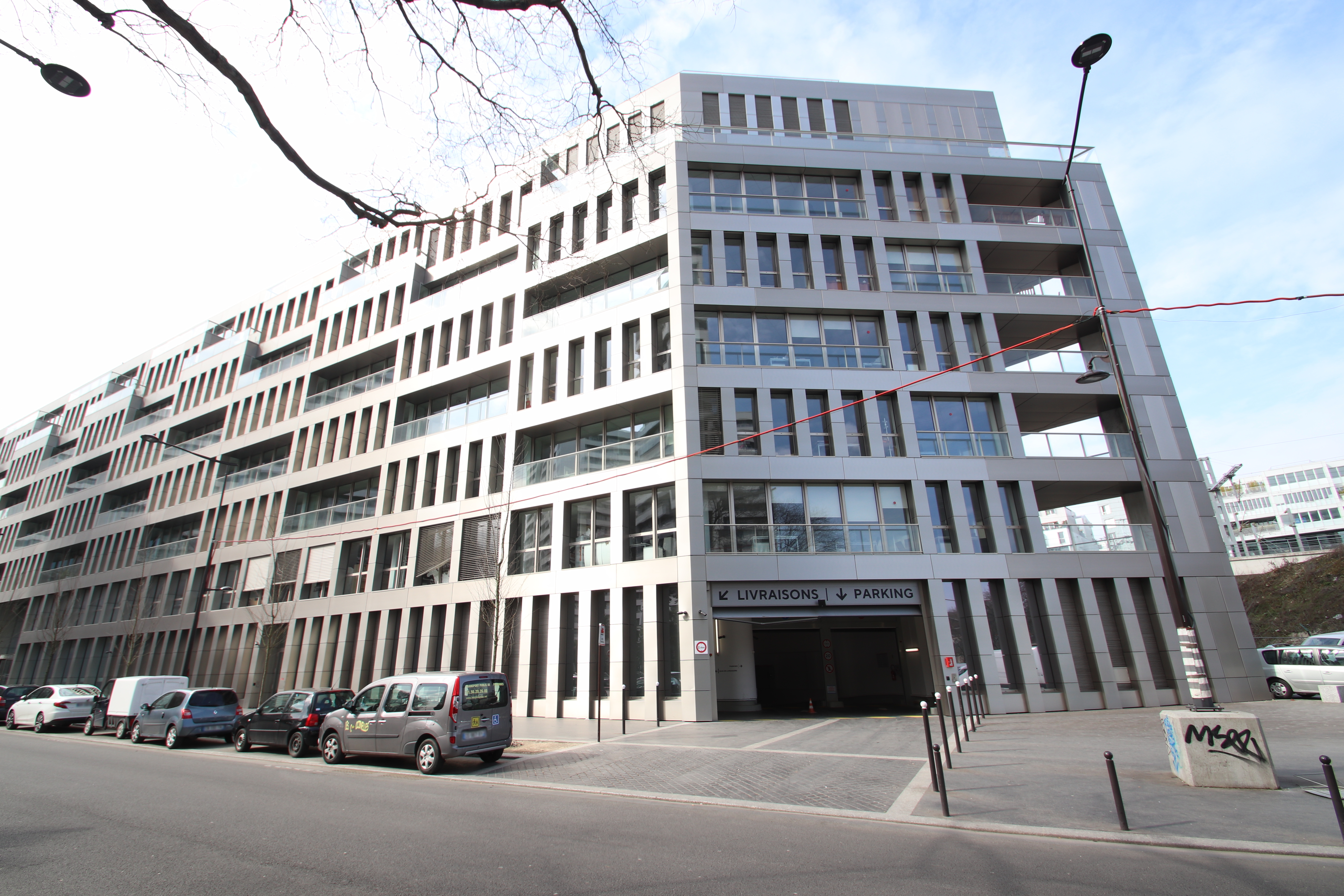
Штаб-квартира группы Média-Participations

В округе базируются туристическая группа Club Med, производитель автодомов и прицепов Trigano, разработчики видеоигр Pullup Entertainment, Don’t Nod Entertainment и Microids, медиа-группа Média-Participations (включая издательские дома Fleurus и Mediatoon).
- Метро: линии 2, 5, 7, 7b и 11
- Автобусы: линии 26, 48, 54, 60, 75, PC2, PC3.